# آشنایی‌زدایی
آشنایی زدایی (به انگلیسی: Defamiliarization) از جمله مفاهیم کاربردی در نظریات نقد هنری و ادبی است که نخستین بار توسط ویکتور شکلوفسکی در سال ۱۹۱۷ در مقاله‌ای با عنوان «هنر به مثابه تکنیک» مطرح شد و شفیعی کدکنی برای نخستین بار برای آن معادل فارسی آشنایی زدایی را پیشنهاد کرد. هدف شکلوفسکی از آفرینش مفهوم «آشنایی زدایی» در واقع کشف وجه تمایزی بود که زبان شاعرانه را از زبان مقرون بصرفه و ساده روزمره مجزا می‌کند. او معتقد بود که «سخن شاعرانه سخنی شکل بندی شده (فرم بندی شده) است و در مقابل سخن عامیانه و روزمره‌ای قرار دارد که همچون سخنگویی مستقیم و یک به یک کودکی بیشتر بر سادگی و دقت خود تکیه می‌کند؛ بنابراین گرایش به این تمایز، کلید آغازیدن آفرینش هنری و احتراز از تک فرمول‌های عمیقاً اتوماتیزه شده است». این تفارق میان سخن شاعرانه و روزمره، از نظر شکلوفسکی قابل تعمیم به تمام اشکال و گونه‌های هنری است:

هدف هنر افشای آن حسی است که از طریق ادراک (شهود) اشیاء حاصل می‌شود نه از دانستن (سطحی) شان. تکنیک هنر «بیگانه سازی» (نا آشناگری، غریب سازی) ابژه هاست تا بواسطه دشوار ساختن فرم‌ها مدت زمان ادراکشان فزونی یابد چراکه عمل ادراک در نهایت خود دارای جنبه‌ای از زیبایی است.

بر طبق این مفهوم، هدف هنر، انتقال حس چیزهاست آنگونه که ادراک می‌شوند، نه آن سان که دانسته می‌شوند؛ از این رو هنر با افزودن بر دشواری و زمان فرایند ادراک، از آنها آشنایی زدایی می‌کند.